# Cully Hamner

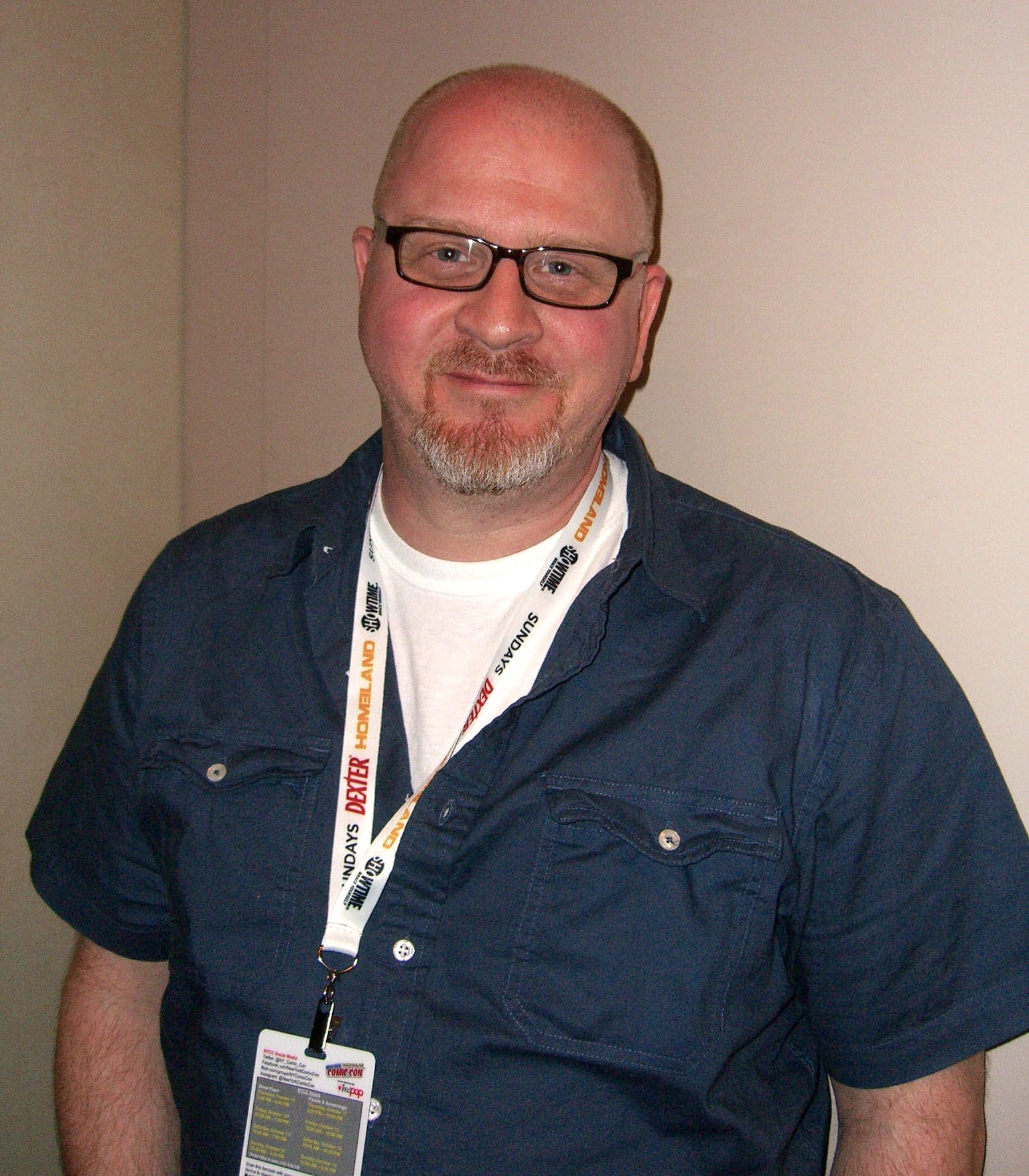
Hamner auf der New York Comic Convention 2012

Cully Hamner (* 7. März 1969 in Huntsville, Alabama) ist ein US-amerikanischer Comiczeichner und Schriftsteller, der für seine Arbeit an solchen Büchern wie Green Lantern: Mosaic, Blue Beetle, Black Lightning: Year One, Detective Comics bekannt wurde. Er ist auch der Illustrator der 2003er Miniserie RED, die mit dem Spielfilm R.E.D. – Älter, Härter, Besser (2010), sowie dessen Fortsetzung R.E.D. 2 (2013) jeweils mit Bruce Willis adaptiert wurde.

## Werdegang
Cully Hamner wurde am 7. März 1969 geboren. Seinen Schulabschluss erwarb er an der Albert P. Brewer High School in Somerville, Alabama. 1992 erschien ein erster Comic: Green Lantern: Mosaic. Seitdem arbeitete er für verschiedene amerikanische Comicverlage, unter anderem an den Serien Blue Beetle und RED. Außerdem war er einer der Gründer von Gaijin Studios in Atlanta und als Creative Consultant für 12 Gauge Comics tätig, einem Verlag der unter anderem The Ride, Gun Candy, Body Bags und Occult Crimes Taskforce herausgab.
Hamner war beteiligt an Warren Ellis’ Serie Down. Er entwarf die aktuelle Fassung von DC Comics’ Blue Beetle und arbeitete von 2006 bis 2007 an der Serie mit, nach dem zehnten Heft trug er nur noch die Cover-Illustrationen bei. 2009 erschien seine mit Autor Jen Van Meter geschaffene Miniserie Black Lightning: Year One, die für zwei Glyph Awards nominiert wurde. 2010 wurde RED von Summit Entertainment als R.E.D. – Älter, Härter, Besser verfilmt, 2013 folgte die Fortsetzung R.E.D. 2.
Im Juni 2009 begann in DC Comics’ monatlichen Magazin Detective Comics Hamners Serie The Question. Ab 2011 war er am The New 52 genannten Neustart aller Serien von DC Comics beteiligt, indem er mit dem Autor James Dale Robinson die ersten drei Ausgaben von The Shade schuf.

## Bibliografie

### Comicserien
- The Shade Ausgaben 1–3 (2011), mit Autor James Dale Robinson
- Detective Comics Ausgaben 854–865 (2009–2010), Mitarbeit an der Serie The Question, mit Autor Greg Rucka
- Black Lightning: Year One Ausgaben 1–6 (2009) mit Autor Jen Van Meter
- Blue Beetle Ausgaben 1, 2, 4, 7, 8, 10 (2006–2007) mit Autoren Keith Giffen und John Rogers
- Down Ausgaben 2–4 (2005–2006) mit Autor Warren Ellis für Top Cow
- RED 3-reihige Miniserie (2003–2004) mit Autor Warren Ellis für WildStorm
- Batman: Tenses 2-teilige Miniserie (2003) mit Autor Joe Casey für DC Comics
- Uncanny X-Men Ausgabe 400 (2001) mit Autor Joe Casey für Marvel Comics
- The Titans Ausgabe 14 (2000) mit Autoren Brian K. Vaughan und Devin Grayson für DC Comics
- Wonder Woman Ausgabe 153 (2000) (finishes) mit Künstler Georges Jeanty mit Autor Mark Millar für DC Comics
- Green Lantern Secret Files (1999) mit Autor Ron Marz für DC Comics
- Tom Strong Ausgabe 3 (1999) mit Autor Alan Moore und Künstler Chris Sprouse für America's Best Comics
- Daredevil Ausgabe 379 (1998) mit Autor Scott Lobdell für Marvel Comics
- Daredevil Ausgabe 376 (1998) mit Autor Scott Lobdell für Marvel Comics
- Uncanny X-Men Ausgabe 352 (1998) mit Autor Steven T. Seagle für Marvel Comics
- Robin Ausgaben 42, 46 (1997), (Layouts) mit Autor Chuck Dixon für DC Comics
- Penthouse Comix Ausgabe 23 (1996) für General Media
- Men's Adventure Comix Ausgabe 3 (1996) für General Media
- Captain America: Sentinel of Liberty Ausgabe 8 (1996) mit Autor Mark Waid für Marvel Comics
- Green Lantern Ausgabe 58 (1995) mit Autor Ron Marz für DC Comics
- Firearm (1994–1995) mit Autor James Dale Robinson für Malibu Comics
- Silver Surfer Ausgaben 83 (1993) mit Autor Ron Marz für Marvel Comics
- Green Lantern: Mosaic Ausgaben 1–5, 7–10, 12, 13, und 15 (1992–1993) mit Autor Gerard Jones für DC Comics

### Comic-Anthologien und Einzelwerke
- Red: Eyes Only (2010), geschrieben und illustriert von Hamner.
- Metal Hurlant Anthologie (2005), Pieces De Rechange (Spare Parts) mit Autor Stuart Moore für Les Humanoides
- Star Wars Tales Anthologie (2005), Marked mit Autor Rob Williams für Dark Horse Comics
- Spider-Man Unlimited Anthologie (2005), Amnesiac mit Autor Petar Bridges für Marvel Comics
- The Ride: 2 For The Road Anthologie (2005), Big Plans geschrieben und illustriert von Hamner für 12 Gauge Comics
- The Ride: Wheels Of Change Anthologie (2004), Act One mit Autor Doug Wagner für 12 Gauge Comics
- Marvel Universe: Millennial Visions Anthologie (2002), Power Pack für Marvel Comics
- WildStorm Summer Special Anthologie (2001), Orbital mit Autor Warren Ellis für WildStorm
- Weird Western Tales Anthologie #4 (2001), Savaged mit Autor Bruce Jones für Vertigo
- Young Justice: Sins of Youth Secret Files Anthologie #1 (2001) für DC Comics
- Gen-Active Anthologie #5 (2001), Father's Day mit Autor Jay Faerber für WildStorm
- DCU 2000 Secret FilesEinzelwerk (2000), Aliens in the DCU für DC Comics
- X-Men Unlimited Anthologie #29 (2000), Tempered Steel geschrieben und illustriert für Marvel Comics
- Authority Annual 2000 Einzelwerk (2000) mit Autor Joe Casey für WildStorm
- X-Men: Millennial Visions Anthologie (2000), Project: Cerebro-X für Marvel Comics
- Superman Metropolis Secret Files Anthologie (2000), Municipal Bonds mit Autor Mark Schultz für DC Comics
- DC One Million 80-Page Giant Anthologie (1999), The Divided Self mit Autor Grant Morrison für DC Comics
- Secret Origins 80-Page Giant Anthologie (1998), Little Wing mit Autor Chuck Dixon für DC Comics
- Timeslip Collection Anthologie (1998), Sub-Mariner für Marvel Comics
- Superman Villains Secret Files Anthologie (1998), Your Power is His (Parasite) mit Autor Roger Stern für Marvel Comics
- Batman Chronicles Anthologie #9 (1997), (layouts) für DC Comics
- Stormwatch Special Einzelwerk #2 (1995) mit Autor Ron Marz für WildStorm/Image Comics

### Pin-Ups und Cover
- The Shade #1–3 (2011), verschiedene Cover
- Red: Eyes Only Einzelcover (2010), für WildStorm
- Red, vier Filmfolgen, für WildStorm
- Black Lightning: Year One Miniserie (2009) #1–6 Cover
- Blue Beetle #1–2, 10, 13–24 Cover
- RED Miniserie (2003–2004), Cover
- Batman: Tenses Miniserie (2003), Cover
- Transmetropolitan: I Hate it Here Anthologie (2000)
- Day of Judgment Secret Files Anthologie (1999), Profile: The Phantom Stranger
- Legion of Super-Heroes Secret Files Anthologie (1999), Ferro
- Superman Secret Files Anthologie (1999), Gog Pin-Up
- Legion: Secret Files Anthologie (1998), Ultra Boy Pin-Up
- Legion of Super-Heroes #100, Pin-Up
- Daredevil #376–379 (1998), Cover
- Robin #42–51 (1997–1998), regulärer Coverzeichner
- JLA Gallery (1997), Pin-Up ohne Titel
- The Foot Soldiers (1996), Pin-Up ohne Titel
- Batman Chronicles Gallery #1 (1996), Gaijin jam pin-up
- WildStorm Ultimate Sports #1 (1996), Pin-Up ohne Titel
- Sovereign Seven Plus 1 (1996), Pin-Up ohne Titel
- Shi: Senryaku #3 (1995), Pin-Up ohne Titel
- Grendel Warchild TPB (1995), Pin-Up ohne Titel
- WildC.A.T.s Adventures Sourcebook #1 (1995), Pin-Up ohne Titel
- Hawkman Annual #2 (1995), Golden-age Hawkman Pin-Up
- Team Youngblood #12 (1995), Pin-Up ohne Titel
- Homage Studios Swimsuit Special #1 (1994), Pin-Up ohne Titel
- Amazing Heroes Spoof Swimsuit Special #1 (1993), Pin-Up ohne Titel

### Interviews
- Getting DOWN with Cully Hamner (Memento vom 23. Mai 2011 im Internet Archive), Comics Bulletin, September 2, 2005
- Who's That Bug? Hamner on Blue Beetle (Memento vom 10. Dezember 2005 im Internet Archive) (cached), Newsarama, 7. Dezember 2005
- Cully Hamner (Memento vom 29. September 2011 im Internet Archive), The Outhouse, 19. April 2006
- Cully Hamner Signs DC Exclusive, Newsarama, 24. März 2009
- Cully Hamner: Giving The Question a Fresh Look, Newsarama, 30. März 2009